# Dominique Davray
Dominique Davray (* 27. Januar 1919 in Paris als Marie-Louise Gournay; † 16. August 1998 ebenda) war eine französische Theater- und Filmschauspielerin.

## Leben
Dominique Davray wurde ab Anfang der 1940er Jahre als Filmschauspielerin aktiv. Zunächst in sehr kleinen Nebenrollen zu sehen, wurde sie ab den 1950er Jahren eine vielgebuchte Nebendarstellerin. Sie spielte auch am Theater. Ab den 1960er Jahren spielte sie häufig mütterliche Typen, so war sie auch in fünf Komödien mit Louis de Funès zu sehen.

## Filmografie (Auswahl)
- 1952: Goldhelm (Casque d’or)
- 1957: Spione am Werk (Les Espions)
- 1958: … denn keiner ist ohne Sünde (Filles de nuit)
- 1960: Gefährliches Pflaster (Terrain vague)
- 1962: Mittwoch zwischen 5 und 7 (Cléo de 5 à 7)
- 1963: Mein Onkel, der Gangster (Les Tontons flingueurs)
- 1963: Lautlos wie die Nacht (Mélodie en sous-sol)
- 1965: 100 Millionen im Eimer (Cent Briques et des tuiles)
- 1965: Die Damen lassen bitten (Les bons vivants)
- 1967: Balduin, der Ferienschreck (Les Grandes Vacances)
- 1968: Balduin, das Nachtgespenst (Le Tatoué)
- 1968: Balduin, der Heiratsmuffel (Le Gendarme se marie)
- 1970: Balduin, der Schrecken von St. Tropez (Le Gendarme en balade)
- 1974: Die Ausgebufften (Les Valseuses)
- 1976: Die Tugend unserer Väter (L’Éducation amoureuse de Valentin)
- 1978: Émile Zola ou La conscience humaine (Miniserie, 4 Folgen)
- 1982: Die Legion der Verdammten (Les Misérables)